# Meinheringer

Wappen der Meinheringer als Burggrafen von Meißen

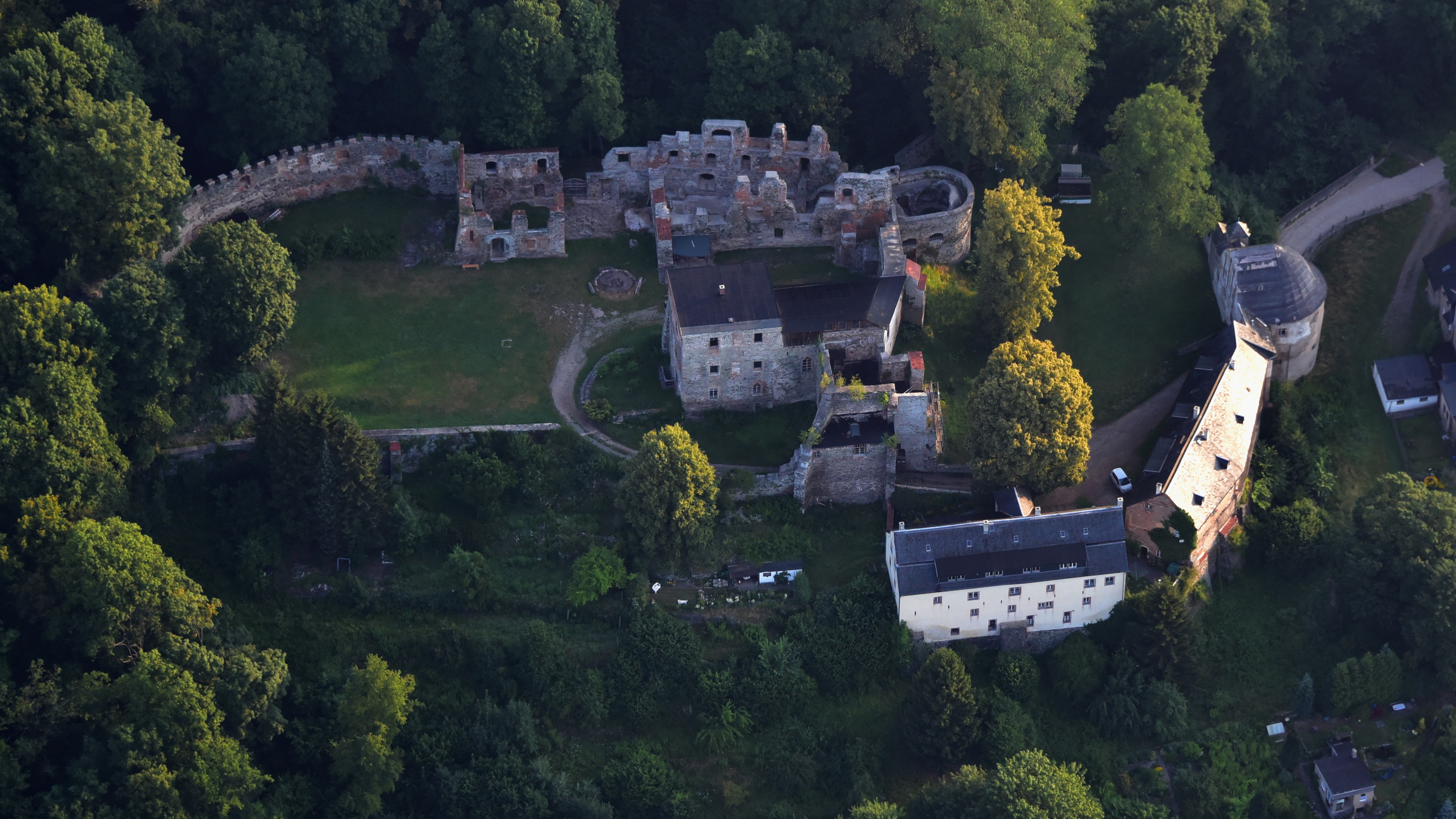
Luftaufnahme der Ruine von Schloss Hartenstein, 2018

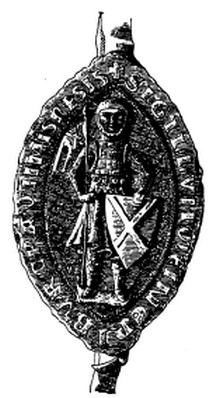
Burggraf Meinher III. von Meißen

Die Meinheringer waren ein mittelalterliches Adelsgeschlecht, dessen Bezeichnung vom Leitnamen Meinher herrührt. Sie stellten von 1199 bis zu ihrem Aussterben 1426 die Burggrafen von Meißen und in Personalunion die Grafen von Hartenstein und gehörten dadurch zu den wenigen herausragenden Adelsgeschlechtern im spätmittelalterlichen Mitteldeutschland. Angehörige einer jüngeren Linie trugen von 1215 bis 1297 den Titel eines Burggrafen von Neuenburg und waren vorübergehend auch Grafen von Mansfeld und Osterfeld.

## Geschichte
Ahnherr und erster bekannter Vertreter des Geschlechts ist Meinher I., der 1171 als praefectus und 1196 als Graf von Werben erscheint. Diesen Titel, den zuvor der Askanier Dietrich von Werben getragen hatte, bezieht die Forschung auf den heutigen Weißenfelser Ortsteil Burgwerben. Am 14. Juni 1199 wurde Meinher I. als Burggraf von Meißen und damit als regionaler Vertreter der königlichen Reichsgewalt erwähnt, womit er die Nachfolge der fränkischen Sterker von Wohlsbach antrat. Gelegentlich wird daher postuliert, die Meinheringer seien Agnaten der Sterker. Die genauen Umstände dieser Nachfolge sind jedoch unklar. Meinher I., der das Burggrafenamt an seine Nachfahren vererbte, hatte sowohl in der Saalegegend als auch im Erzgebirge eine bedeutende Stellung, als dessen königlich eingesetzter Kolonisator er in Frage kommt. Er gilt als möglicher Erbauer und erster Besitzer der Burg Hartenstein und war 1173 an der Gründung von Klösterlein Zelle bei Aue beteiligt. Zudem war er Lokator und Namensgeber von Meinersdorf. Sein Sohn Meinher II. stiftete unter anderem das Kloster Grünhain.
In ihrem zunächst wichtigsten Amtsort Meißen hatten die Meinheringer jedoch starke Konkurrenz durch die wettinischen Markgrafen von Meißen als Landesherrn sowie die Bischöfe von Meißen als die regionale geistliche Macht, die allesamt ebenfalls auf der Meißner Burg saßen. Bereits in der Zeit der Amtsübernahme der Meinheringer war deren Burg- gegenüber dem Markgrafenamt ins Hintertreffen geraten, was auch die Möglichkeiten territorialer Zugewinne in diesem Gebiet erschwerte. Folglich konzentrierten sie sich auf die Expansion durch Rodung und Kolonisation im Erzgebirge, wo sie in Hartenstein den Mittelpunkt ihrer reichsunmittelbaren Herrschaft aufbauten. Gegen Ende des 13. Jahrhunderts übertraf das mittlerweile durch den römisch-deutschen König Rudolf I. zur Grafschaft Hartenstein aufgewertete Territorium die meinheringischen Besitztümer um Meißen an Bedeutung und blieb bis zum Aussterben des Geschlechts dessen wichtigster Besitz.
Im Erzgebirge erwarben die Meinheringer bis ins 15. Jahrhundert kontinuierlich weitere Ländereien, darunter die Herrschaft Wildenfels und 1329 die Herrschaft Frauenstein. Die bereits ab 1326 an die Meinheringer verpfändete Herrschaft Lichtenwalde, das spätere Amt Lichtenwalde, kam 1341 als Belehnung hinzu, die Herrschaft Purschenstein mit Sayda folgte 1352. Ab der Inbesitznahme der Herrschaft um den Pöhlberg, zu der unter anderem Frohnau und Kleinrückerswalde zählten und aus der später das Mühlenamt Annaberg hervorging, verfügten die Meinheringer über einen beträchtlichen Teil des oberen Erzgebirges als Reichslehen – auch wenn sie in einigen Gebieten eine Lehnshoheit der Wettiner anerkennen mussten, darunter deren Bergregal. Durch die damit einhergehende wirtschaftliche Stärke wuchsen sie zu einer regionalen Macht und zu ernsthaften Konkurrenten der Wettiner heran.
Bei einer Erbteilung 1381 wurde das meinheringische Territorium in das westerzgebirgische Hartenstein und ein Gebiet um die osterzgebirgische Burg Frauenstein getrennt, wobei die Frauensteiner Linie schon in zweiter Generation Anfang des 15. Jahrhunderts wieder erlosch. Der Meinheringer Heinrich I. von Hartenstein verpfändete 1406 die Grafschaft Hartenstein an die Schönburger. Da sein Sohn Burggraf Heinrich II. am 15. Juni 1426 in der Schlacht bei Aussig gegen die Hussiten fiel und durch seine Kinderlosigkeit das Adelsgeschlecht damit ausstarb, gelangte der komplette Besitz und, bestätigt durch den Preßburger Machtspruch vom 4. Mai 1439, auch die Lehnshoheit an das Kurfürstentum Sachsen. König Sigismund ernannte am 21. Juli 1426 Heinrich I. von Plauen zum Burggrafen von Meißen, der die Herrschaft Frauenstein zum Lehen erhielt, und der Titel blieb unter dessen Linie der Vögte von Plauen bis zu deren Erlöschen im 16. Jahrhundert erblich.
Bereits Mitte bis Ende des 14. Jahrhunderts war die jüngere Linie der Meinheringer erloschen, die auf Hermann, den zweiten Sohn Meinhers von Werben, zurückging. Dieser Familienteil hatte seinen Besitz zunächst rasch ausgebaut. Seine Mitglieder waren anfangs Burggrafen von Neuenburg und saßen auf Haldeck, erbten 1232 die halbe Grafschaft Mansfeld und besaßen in den 1270er Jahren zudem die Herrschaft Berka sowie die Grafschaft Osterfeld. Hermanns Sohn Meinher von Neuenburg (vor 1246–1280) wurde Bischof von Naumburg. Seine Verwandten verkauften jedoch die Graf- und Herrschaften und damit ihren zentralen Besitz, was ihren sozialen Status Ende des 13. Jahrhunderts deutlich absinken ließ. Ihnen und den ein bis zwei noch folgenden Nachfahrengenerationen blieb lediglich der Osterfelder Grafentitel.